# Manon Massé
Manon Massé (Windsor, Quebec) es una política, trabajadora comunitaria y activista feminista canadiense. Se desempeña como política en su provincia natal, Quebec.
Tras la creación de Québec solidaire, Manon Massé será candidata del partido en las elecciones de 2006, 2007, 2008 y 2012 por Sainte-Marie-Saint-Jacques.